# Морозова, Юлия Константиновна
Ю́лия Константи́новна Моро́зова (до 2010 — Седо́ва) (8 января 1985, Челябинск) — российская волейболистка. Центральная блокирующая. Мастер спорта России международного класса.

## Биография
Родилась и начала заниматься волейболом в Челябинске. Первый тренер — Т. В. Пащенко. В 2000—2011 выступала за команду «Автодор-Метар». По итогам чемпионата России 2006/2007 стала лучшей блокирующей по абсолютному показателю результативности. Также входила в тройку лучших блокирующих суперлиги в 2008 и 2009 годах.
В 2011—2018 — игрок московского «Динамо». В 2018 завершила игровую карьеру.

## Достижения

### Со сборной России
Дебютировала в сборной России 6 июня 2007 года на международном турнире в Монтрё (Швейцария) в матче против сборной Сербии.
В составе сборной:
- Чемпионка Европы 2013;
  - Бронзовый призёр чемпионата Европы 2007.
- Серебряный призёр Гран-при-2009.
- Серебряный призёр европейской квалификации Гран-при-2009.
- Победитель Кубка Ельцина 2009.
- Участница Гран-при-2007, чемпионата Европы 2009.

### В клубной карьере
- 3-кратная чемпионка России — 2016, 2017, 2018;
  - 4-кратный серебряный призёр чемпионатов России — 2012, 2013, 2014, 2015.
- Двукратный обладатель Кубка России — 2011, 2013;
  - Серебряный призёр Кубка России 2012.
- Обладатель Суперкубка России 2017.

### Индивидуальные
- Лучшая блокирующая «Финала восьми» Гран-при 2011.
- Лучшая блокирующая «Финала шести» Кубка России 2013.